# Giancarlo Fusco
Giancarlo Fusco (La Spezia, 18 giugno 1915 – Roma, 17 settembre 1984) è stato uno scrittore, giornalista e attore italiano.

## Biografia
Fusco condusse una vita randagia, irrequieta e movimentata durante la quale praticò mestieri di ogni tipo - alcuni forse solo millantati - dall'attore cinematografico al boxeur. Figlio di Carlo Vittorio Fusco, ufficiale della Marina Militare, e di Frida Adele. 
Queto, da ragazzo sognava di diventare un famoso pugile, ma nell'unico incontro ufficiale che combatté in vita sua finì male perdendo tutti i denti. Giovanissimo scappò anche di casa per inseguire una ballerina di varietà e per l'occasione s'improvvisò perfino ballerino. 

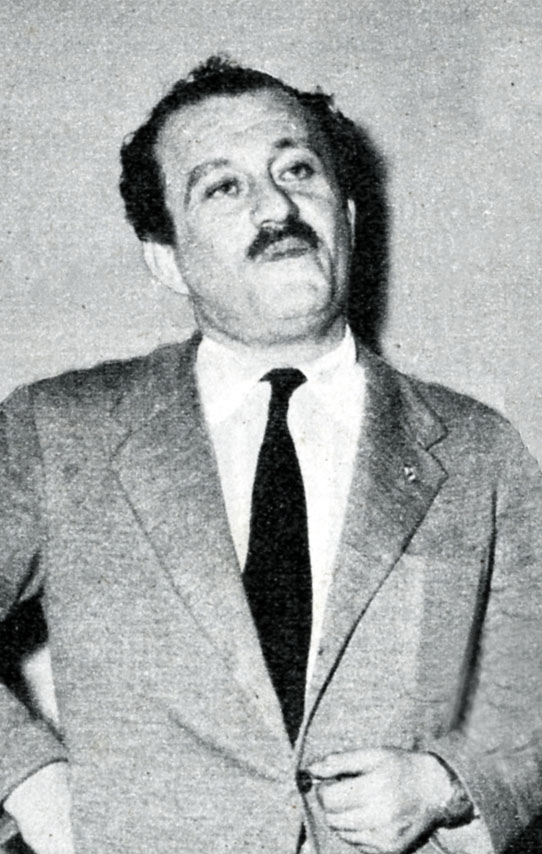
Giancarlo Fusco negli anni 1950

All'età di 26 anni, è sul fronte greco-albanese nel genio telegrafisti, nel suo libro Le rose del ventennio, al capitolo La sua battaglia, troviamo episodi satirici incentrati sulla visita di Mussolini alle truppe; alla fine della guerra diviene un protagonista della vita notturna versiliese, vivacissimo tuttofare dell'anziano Ermete Zacconi, nonché ballerino e brillante narratore delle proprie avventure. Tra queste l'episodio della visita di Enrico Pea dalla fluviale barba bianca al grande attore morente. «Nella camera da letto semibuia, Pea si china sul capezzale dove Zacconi assopito apre gli occhi  e a quella vista esclama: "Grazie Signore, di avermi accolto in Paradiso"».

Inizia a lavorare come giornalista scrivendo per La Gazzetta di Livorno; Manlio Cancogni lo introduce nel gruppo dei collaboratori de Il Mondo, dove inizia a frequentare le migliori penne del momento, per poi passare alle redazioni dell'Europeo, de Il Giorno, ove tiene la celebre "colonna", e de l'Espresso, facendosi ammirare sempre più per i suoi irresistibili racconti. Personaggio eccentrico, nel libro Gli indesiderabili fa un ritratto dei gangsters italo-americani, mentre in Duri a Marsiglia mette in scena la malavita marsigliese.
Maestro di giornalismo di cronaca e di costume cura anche una rubrica di critica televisiva intitolata Pollice Verso per Il Giornale d'Italia). Ha scritto molti libri, una commedia con Enzo Biagi, ha svolto anche tanta attività in radio e steso diverse sceneggiature cinematografiche, lavorando con Tinto Brass,  Carmelo Bene, Mario Monicelli e Vittorio Gassman: è stato un ironico, delizioso scrittore e un grande narratore orale. 

Memorabile è il suo ruolo di un militare sardo scombinato e macchiettistico nel film di Mario Monicelli Vogliamo i colonnelli, accanto a un grandissimo Ugo Tognazzi, deputato golpista.
Il suo amico Andrea Camilleri lo descrive come un genio dell'affabulazione e della battuta, un uomo senza padroni, uno spirito anticonformista per eccellenza. Di lui dirà: «La pietà di Fusco lo porta a scegliere tra le tigri con meno denti e più spelacchiate». 
Muore nel 1984 al policlinico Gemelli di Roma dopo un'operazione al cervello, invaso da un tumore che da mesi lo faceva soffrire. 

Stava per essere sepolto in una fossa comune e senza esequie, ma gli amici più cari riuscirono a organizzargli il funerale nella Chiesa degli artisti in Piazza del Popolo. La sorella Franca e la nipote Cinzia vollero poi ripetere il funerale a Forte dei Marmi, dove è sepolto.
Nel 1976 la città di Forte dei Marmi l'aveva onorato con un premio speciale della Giuria del Premio  Satira politica definendo lo scrittore e giornalista Giancarlo Fusco «un personaggio molto caro a questa terra e molto temuto nel resto della Penisola».

## Pubblicistica
(dalla prefazione di Luigi Silori al libro Papa Giovanni)
Fusco  (il cui nome appare in diverse pubblicazioni come Gian Carlo Fusco) è stato uno scrittore molto prolifico ed eclettico.
Pubblicò il suo primo libro, Biancheria, nel 1935, a vent'anni. Il libro fu bloccato dalla censura fascista perché giudicato "anti-solare e disfattistico". Dopo una lunga pausa, riprese a scrivere solo nel 1949, pubblicando sul settimanale Il Mondo quelle prose, dedicate al costume littorio, che vennero poi raccolte da Einaudi nel volume Le rose del ventennio. 
Ha scritto inoltre, tra l'altro, La Guerra d'Albania, Duri a Marsiglia e una rievocazione del mondo delle case chiuse intitolata Quando l'Italia tollerava, che raccolse sedici racconti-testimonianza, più o meno brevi, di alcune delle penne migliori dell'epoca, da Alberto Bevilacqua a Giovanni Comisso, da Dino Buzzati a Luigi Silori, da Mario Soldati a Ercole Patti, da Cesare Zavattini a Vincenzo Talarico. I racconti sono incentrati su aneddoti legati al mondo dei "casini", le case di tolleranza aperte in Italia - a quanto sostiene Fusco - già nel 1432 e che saranno chiuse definitivamente nel 1958 dalla legge Merlin, dal nome della sua proponente, la senatrice socialista Lina Merlin. Di particolare intensità narrativa, si segnalano i racconti 'Come fece Erostrato' di Buzzati, 'In via Panico' di Zavattini, 'La "casa" di guerra di Atene' di Silori, 'L'uscio del batticuore' di Soldati. Il libro è illustrato da moltissime riproduzioni di opere di Mino Maccari.
Il romanzo Gli indesiderabili nasce dalla voglia di raccontare la vera sorte dei piccoli mafiosi italo-americani, ben diversa da quella di Lucky Luciano, graziato per meriti di guerra e rimpatriato nel 1946 a Napoli, dove visse tra donne, cavalli e alberghi di lusso. 
Quasi tutti gli anonimi piccoli boss, rigettati in Italia a centinaia in quegli anni dagli Usa che li dichiararono indesiderabili, erano diversamente destinati a vite grame e solitarie.Come Frank Frigenti, appunto, che vive estorcendo qualche migliaia di lire a giornalisti creduloni o rassegnati - compreso lo stesso Fusco - con la promessa di una valigia piena di carte esplosive o documenti compromettenti.O come Lu Grisafi, altro indesiderabile, che viene salvato dall'indigenza da un maresciallo dei carabinieri che gli procura un posto di guardiano in una masseria. A questi uomini Fusco dedica i capitoli del suo libro, probabilmente alternando l'abile trasposizione della realtà all'altrettanto abile operazione di raccontare eventi forse mai vissuti.
Il confine tra la fantasia e la realtà è estremamente labile, del resto in linea con la "doppia vita" dell'autore: una vita diurna fatta di duro lavoro e molteplici soddisfazioni e una vita losca, oscura, vissuta tra i night della Versilia prima e del milanese poi.
Nel 1972 scrisse per Bietti un interessante saggio divulgativo su papa Giovanni, che ebbe un grande successo di vendite, tanto da esaurirsi nel giro di poche settimane. Nella prefazione, Luigi Silori descrive acutamente il carattere e la verve letteraria dell'irriverente Fusco che con questo best seller scrisse "non un'agiografia, né una biografia edificante e melensa, ma la testimonianza genuina e spregiudicata di un incontro memorabile". L'opera fu poi ristampata nel 2006 da Sellerio.

## Opere
- Le rose del ventennio, Collana I Coralli n.90, Einaudi, Torino, 1958-1959.
  - Le rose del ventennio. Divertente, grottesco, tragico. Il più bel libro sul ventennio nero, Collana La Scala, Rizzoli, Milano, 1974-1975; BUR, Milano, 1977.
  - Le rose del ventennio, Nota di Beppe Benvenuto, Collana La memoria n.466, Palermo, Sellerio, 2000, ISBN 978-88-389-1584-0.
- La lunga marcia. Italianski, brava gente, Longanesi, Milano, 1961; Nota di Beppe Benvenuto, Collana La memoria n.603, Sellerio, Palermo, 2004, ISBN 978-88-389-1949-7.
- Guerra d'Albania, Collana UE scrittori d'oggi n.343 Feltrinelli, Milano, I ed. 1961.
  - Guerra d'Albania. Trentacinque mesi di stupidità, d'incompetenza, di ferocia insensata, di sacrifici inutili, Collana i garzanti n.662, Garzanti, Milano, 1977.
  - Guerra d'Albania, Nota di Beppe Benvenuto, Collana La memoria n.518, Sellerio, Palermo, 2006, ISBN 978-88-389-1700-4.
- Gli indesiderabili, Collana Il Cammeo n.173, Longanesi, Milano, I ed. 1962; Nota di Andrea Camilleri, Collana La memoria n.579, Palermo, Sellerio, 2003, ISBN 978-88-389-1875-9.
- Quando l'Italia tollerava, Cianesi, Roma, 1965.
- A Roma con Bubù, Bietti, Milano, 1969.
- Papa Giovanni. La sua vita, le sue esperienze, i suoi ideali in una cronaca affettuosa e fedele, Milano, Bietti, 1972. - Nota di Beppe Benvenuto, Collana La memoria n.698, Palermo, Sellerio, 2006, ISBN 978-88-389-2164-3.
- I mille e una notte. Storia erotica del Risorgimento, Tattilo Editrice, 1974.
  - col titolo Risorgimento indiscreto, Collana Pugni, Barion, 2013, ISBN 978-88-67-59015-5.
- Duri a Marsiglia: ambienti e protagonisti della malavita romantica degli anni Trenta, Bietti, Milano, 1974.
  - Duri a Marsiglia, Collana Nuovi Coralli n.394, Einaudi, Torino, 1987-1997, ISBN 978-88-06-59890-7.
  - Duri a Marsiglia, Introduzione di Tommaso De Lorenzis, contributi di Giovanni Arpino, Postfazione di Luigi Bernardi, Collana Stile libero Noir, Einaudi, Torino, 2005, ISBN 978-88-06-17544-3.
- Il gusto di vivere, con 32 disegni di Mino Maccari, a cura di Natalia Aspesi, Laterza, Roma-Bari, 1985; Collana I Robinson.Letture, Laterza, Roma, 2004, ISBN 978-88-420-7318-5.
- La colonna. La rubrica giornalistica più caustica e umoristica di un'Italia che cambia (1958-1963), Collana Storie della storia d'Italia n.65, Baldini & Castoldi, Milano, I ed. 1999 - 2003, ISBN 978-88-8089-596-1.
- L'Italia al dente, Nota di Beppe Benvenuto, Collana La memoria n.554, Sellerio, Palermo, 2002, ISBN 978-88-389-1806-3.
- A Roma con Bubù, Nota di Beppe Benvenuto, Collana La memoria n.644, Sellerio, Palermo, 2005, ISBN 978-88-389-2044-8.
- Mussolini e le donne, Nota di Beppe Benvenuto, Collana La memoria n.669, Sellerio, Palermo, 2006, ISBN 978-88-389-2094-3.
- La Legione straniera, Collana La memoria n.769, Sellerio, Palermo, 2008, ISBN 978-88-389-2337-1.
- Viaggio in Versilia. L'estate del «boom», Mursia, Milano, 2009, ISBN 978-88-425-4395-4.
- La Carboneria e le altre società segrete, Mursia, Milano, 2010, ISBN 978-88-425-4469-2.
- Garibaldi in Sicilia, Mursia, Milano, 2010, ISBN 978-88-425-4612-2.
- Arpa e cannone. La pagina più scintillante del mensile Successo (1959-1963), Introduzione di Dario Biagi, Collana Ante Litteram, Torino, Aragno, 2023, ISBN 978-88-938-0226-0. [raccolta integrale degli articoli apparsi sul mensile]

## Filmografia

### Sceneggiatore
- Le avventure di Pinocchio, regia di Giannetto Guardone (1947)
- Benito Mussolini - Anatomia di un dittatore, regia di Adriano Baracco e Mino Loy (1962)
- Chi lavora è perduto (In capo al mondo), regia di Tinto Brass (1963)
- Italiani come noi, regia di Pasquale Prunas (1963)
- La mano sul fucile, regia di Luigi Turolla (1963)
- Il piacere del mistero, regia di Enzo Peri (1964)
- Nudi per vivere, regia di Elio Petri, Giuliano Montaldo e Giulio Questi (1964)
- Yankee, regia di Tinto Brass (1966)
- Nerosubianco, regia di Tinto Brass (1968)
- Realtà romanzesca, regia di Gianni Proia (1969)
- I racconti romani di una ex novizia, regia di Pino Tosini (1972)
- Bella, ricca, lieve difetto fisico, cerca anima gemella, regia di Nando Cicero (1973)
- Action, regia di Tinto Brass (1980)
- Gli indesiderabili, regia di Pasquale Scimeca (2003)

### Attore
- Nerosubianco, regia di Tinto Brass (1968)
- Capricci, regia di Carmelo Bene (1969)
- Senza famiglia, nullatenenti cercano affetto, regia di Vittorio Gassman (1972)
- Il generale dorme in piedi, regia di Francesco Massaro (1972)
- Ku-Fu? Dalla Sicilia con furore, regia di Nando Cicero (1973)
- Vogliamo i colonnelli, regia di Mario Monicelli (1973)
- Paulo Roberto Cotechiño centravanti di sfondamento, regia di Nando Cicero (1983)

### Montatore
- I leoni di Pietroburgo, regia di Mario Siciliano (1972)